# Leontinia
Leontinia è un genere estinto di mammiferi notoungulati, appartenente ai tossodonti. Visse nell'Oligocene superiore (circa 29 - 23 milioni di anni fa) e i suoi resti fossili sono stati ritrovati in Argentina e in Brasile.

## Descrizione
Questo animale era di corporatura massiccia, e sia nelle dimensioni che nell'aspetto doveva ricordare un rinoceronte attuale. In Leontinia, i primi incisivi delle mascelle superiori erano piccoli denti taglienti, mentre i secondi erano allungati e avevano la forma di zanne caniniformi. Nella mandibola, invece, erano i terzi incisivi ad essere sviluppati come lunghe zanne. Le variazioni nella lunghezza degli incisivi è stata usata per distinguere le differenti specie, ed è possibile che vi fosse anche un certo grado di dimorfismo sessuale. È stato inoltre suggerito che differenti specie denominate sulla base delle proporzioni dei denti potrebbero rappresentare solo differenti generi della stessa specie (Loomis, 1914). Le ossa nasali erano molto elevate rispetto alla cavità nasale, e ciò suggerisce che l'animale potrebbe aver avuto delle corna nasali simili a quelle del rinoceronte arcaico Diceratherium. 

## Classificazione
Leontinia venne descritto per la prima volta nel 1894 da Florentino Ameghino, sulla base di resti fossili ritrovati nella formazione di Deseado in Argentina. La specie tipo è Leontinia gaudryi; a questo genere, sempre grazie ad Ameghino, sono state ascritte numerose altre specie (Leontinia fissicolis, Leontinia garzoni, Leontinia oxyrhyncha, Leontinia stenognatha, Leontinia tertiaria); è tuttavia probabile che nessuna di queste fosse una specie a sé stante, tranne Leontinia garzoni. 

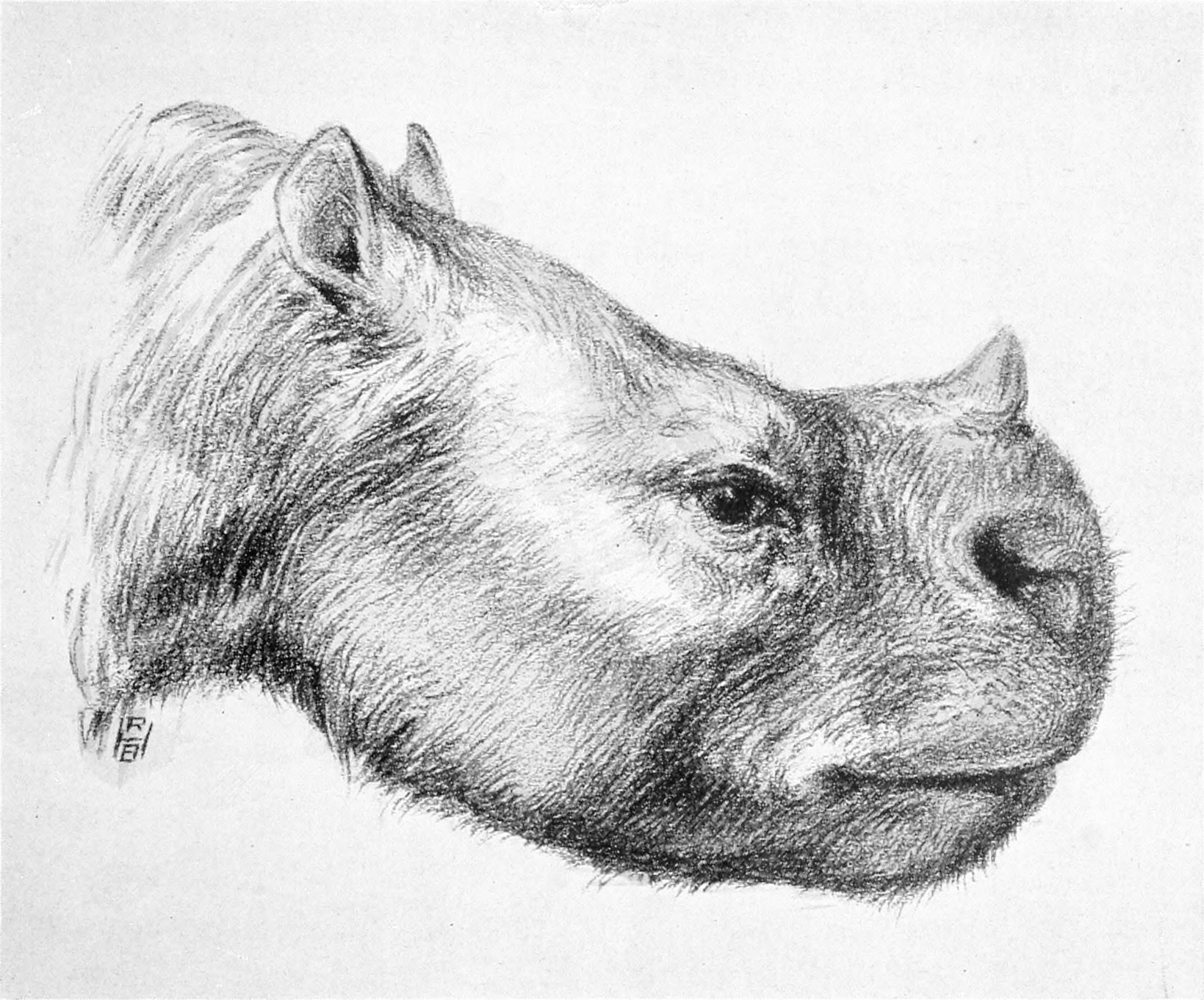
Ricostruzione della testa di Leontinia gaudryi

Leontinia fa parte di un gruppo di erbivori sudamericani conosciuti come notoungulati, comprendenti numerosi animali di forme e dimensioni diverse, che andavano da quelle dei conigli a quelle dei rinoceronti o degli ippopotami. La famiglia dei leontiniidi, in particolare, comprendeva notoungulati di forme pesanti, dalla dentatura brachidonte o mesodonte e dagli incisivi superiori e inferiori a forma di zanne.